# Заточение в виртуальности
«Заточение в виртуальности» (англ. Grounded Vindaloop) — седьмой эпизод восемнадцатого сезона «Южного Парка». Эпизод вышел 12 ноября 2014 года на канале Comedy Central в США.

## Сюжет
Картман, надев на Баттерса очки для плаванья и наушники, подключённые к рации, убедил его, что это шлем виртуальной реальности. Отправляя Баттерса на улицу или в школу, он наслаждается, слушая по рации, как тот рассказывает ему, до чего же реалистичным выглядит «виртуальный» окружающий мир. Чтобы не рисковать разоблачением, Картман также убедил Баттерса, что очки можно снимать только у компьютера у него в комнате. Баттерс по указанию Картмана даже ходит убирать снег в «виртуальной реальности» и приносит плату за это Картману, полагая, что это игра, а он чистит ненастоящий снег. В какой-то момент Баттерсу приходит в голову реализовать в «виртуальной реальности» свои тайные желания, воплотить которые в реальной жизни у него никогда не хватит духу. Он приходит к себе домой и сильно бьёт своего отца в пах. После этого пытается отнять деньги у проститутки в неблагополучном районе, получив при этом удар ножом в живот.
В больнице Картман объясняет Баттерсу, что тот застрял в виртуальной реальности, и только он сможет помочь ему выбраться оттуда. История осложняется тем, что на самом деле ещё неизвестно кто из них действительно застрял в компьютерном мире, а кто является плодом воображения…

## Интересные факты
- На 13:45 упоминается фильм «Вспомнить всё».
- В конце эпизода были показаны «реальные» главгерои и Баттерс. При этом Стэну понравилась «виртуальная реальность», то есть сериал, но при этом «графика там была отстойной»[1].